# Карлатос, Ольга
Ольга Карлатос, псевдоним Ольги Влассопулос (греч.  Όλγα Καρλάτου; род. 20 апреля 1947, Афины, Греция) — греческая и итальянская актриса

.

## Биография
Родилась 20 апреля 1947 в Афинах, Греция. Настоящая фамилия — Влассопулос.
Первая роль в кино — Деспина в драме греческого режиссёра Никоса Папатакиса «Oi voskoi» (1967).
С 1971 года стала сниматься в итальянском кино. Стала культовой актрисой после исполнения ряда ролей: в спагетти-вестерне Энцо Кастеллари «Кеома» (Лиза, 1976), фильмах ужасов «Зомби 2» (Паола Менард, 1979, реж. Лучо Фульчи) и «Кровавые алмазы» (Мария, 1978, реж. Фернандо Ди Лео), комедии «Мои друзья» (Донателла Сазаролли, 1975, реж. Марио Моничелли).
Принимала участие в знаменитом шедевре режиссёра Серджо Леоне «Однажды в Америке» (женщина в театре марионеток, 1984). Снималась в США, Франции, ФРГ.
В 1986 году сыграла в фильме «Прости нам долги наши» (Forgive Us Our Debts).
Также снималась в фильме «Бархатные ручки» (жена инженера, 1979).
Больше в кино не снималась, занявшись юридической практикой.

## Фильмография

### Кино
- Oi, Voskoi (1967)
- Eneide (1971)
- Паулина 1880 (1972)
- Aufs Kreuz gelegt (1974)
- Мои друзья (1975)
- Tortura (1976)
- Quelle strane occasioni (1976)
- Кеома (1976)
- Gloria mundi (1976)
- Mogliamante (1977)
- Per questa notte (1977)
- Кровавые алмазы (1977)
- Смеясь и шутя (1978)
- Effetti speciali (1978)
- Nero veneziano (1978)
- Return of The Saint (1978)
- Циклон (1978)
- Oi, Tembelides tis eforis koiladas (1978)
- Un poliziotto scomodo (1978)
- Dedicato al mare Egeo (1979)
- Belli e brutti ridono tutti (1979)
- Шагом… Марш! (1979)
- Бархатные ручки (1979)
- Игрушка (1979)
- Зомби 2 (1979)
- Каникулы нагишом (1979)
- Агентство Риккардо Финци, практикующего детектива (1979)
- Una moglie, due amici, quattro amanti (1980)
- Элейтериос Венизелос: 1910—1927 (1980)
- Exodos kindynou (1980)
- Дама с камелиями (1980)
- Клад Приама (1981)
- Пётр и Павел (1981)
- Scruples (1981)
- Le rose di Danzica (1981)
- Алое и чёрное  (1983)
- Грехи Дориан Грей (1983)
- Однажды в Америке (1984)
- Рок-убийца (1984)
- Purple Rain (1984)
- Inganni (1985)
- Кво Вадис? (1985)
- Прости нам долги наши (1986)

### Телевидение
- Энеида (1972)
- Полиция Майами (1986)

### Театр
- Cecè (1978), адаптация для ТВ